# Sport-Club Freiburg 2008-2009
Questa voce raccoglie le informazioni riguardanti lo Sport-Club Freiburg nelle competizioni ufficiali della stagione 2008-2009.

## Stagione
Nella stagione 2008-2009 il Friburgo, allenato da Robin Dutt, concluse il campionato di 2. Bundesliga al 1º posto e fu promosso in Bundesliga. In Coppa di Germania il Friburgo fu eliminato agli ottavi di finale dal Magonza.

## Rosa
| N. |                      | Ruolo | Calciatore        |
| -- | -------------------- | ----- | ----------------- |
| 21 | Austria (bandiera)   | P     | Michael Langer    |
| 39 | Germania (bandiera)  | P     | Michael Müller    |
| 1  | Francia (bandiera)   | P     | Simon Pouplin     |
| 15 | Germania (bandiera)  | D     | Oliver Barth      |
| 5  | Germania (bandiera)  | D     | Heiko Butscher    |
| 2  | Rep. Ceca (bandiera) | D     | Pavel Krmaš       |
| 36 | Germania (bandiera)  | D     | Daniel Schwaab    |
| 38 | Turchia (bandiera)   | D     | Ömer Toprak       |
| 6  | Marocco (bandiera)   | C     | Yacine Abdessadki |
| 20 | Croazia (bandiera)   | C     | Ivica Banović     |
| 18 | Germania (bandiera)  | C     | Johannes Flum     |
| 19 | Germania (bandiera)  | C     | Andreas Glockner  |
| 7  | Turchia (bandiera)   | C     | Ali Güneş         |

| N. |                        | Ruolo | Calciatore         |
| -- | ---------------------- | ----- | ------------------ |
| 27 | Germania (bandiera)    | C     | Maximilian Mehring |
| 17 | Camerun (bandiera)     | C     | Alain Ollé Ollé    |
| 16 | Germania (bandiera)    | C     | Felix Roth         |
| 14 | Germania (bandiera)    | C     | Kevin Schlitte     |
| 23 | Germania (bandiera)    | C     | Julian Schuster    |
| 25 | Germania (bandiera)    | C     | Sandro Sirigu      |
| 30 | Georgia (bandiera)     | C     | Davit Targamadze   |
| 22 | Nigeria (bandiera)     | C     | Eke Uzoma          |
| 13 | Danimarca (bandiera)   | A     | Tommy Bechmann     |
| 8  | Camerun (bandiera)     | A     | Mohamadou Idrissou |
| 11 | Francia (bandiera)     | A     | Jonathan Jäger     |
| 9  | Bielorussia (bandiera) | A     | Vitaliy Rodionov   |

## Organigramma societario
Area tecnica
- Allenatore: Robin Dutt
- Allenatore in seconda: Damir Burić, Christian Streich
- Preparatore dei portieri: Marco Langner
- Preparatori atletici: Simon Ickert

## Risultati

### 2. Bundesliga

#### Girone di andata
| Arbitro: | Seemann |

|                                   |           |           |
| Güneş 28’ Ghvinianidze 65’ (aut.) | Marcatori | 31’ Lauth |

| Arbitro: | Perl |

|                               |           |                        |
| Reichenberger 49’ Surmann 67’ | Marcatori | 51’ Jäger 65’ Butscher |

| Arbitro: | Gagelmann |

|              |           |  |
| Idrissou 35’ | Marcatori |  |

| Arbitro: | Gräfe |

|               |           |                                               |
| Torghelle 16’ | Marcatori | 8’ Abdessadki 30’ (rig.) Schwaab 76’ Idrissou |

| Arbitro: | Willenborg |

|                                       |           |  |
| Jäger 33’, 64’ Idrissou 53’, 83’, 90’ | Marcatori |  |

| Arbitro: | Walz |

|          |           |  |
| Daun 83’ | Marcatori |  |

| Arbitro: | Steinhaus |

|                             |           |  |
| Abdessadki 35’ Schuster 87’ | Marcatori |  |

| Arbitro: | Winkmann |

|                      |           |  |
| Kluge 61’ Mintál 82’ | Marcatori |  |

| Arbitro: | Rafati |

|  |           |                                          |
|  | Marcatori | 15’ Abdessadki 27’ Glockner 84’ Idrissou |

| Arbitro: | Kinhöfer |

|  |           |           |
|  | Marcatori | 12’ Bancé |

| Arbitro: | Christ |

|                                                 |           |  |
| Flum 6’ (aut.) Karl 35’ Lokvenc 48’ Buchner 69’ | Marcatori |  |

| Arbitro: | Stark |

|                         |           |  |
| Türker 62’ Schlitte 65’ | Marcatori |  |

| Arbitro: | Fritz |

|                      |           |                               |
| Theodoris 78’ (rig.) | Marcatori | 45’ Toprak 81’ (rig.) Schwaab |

| Arbitro: | Schößling |

|              |           |             |
| Bechmann 89’ | Marcatori | 53’ Richter |

| Arbitro: | Seemann |

|                |           |           |
| Karaslavov 39’ | Marcatori | 20’ Jäger |

| Arbitro: | Wingenbach |

|                         |           |               |
| Schuster 56’ Toprak 77’ | Marcatori | 11’ Schlieter |

| Arbitro: | Perl |

|                           |           |  |
| Amedick 59’ Jendrišek 70’ | Marcatori |  |

#### Girone di ritorno
| Arbitro: | Bandurski |

|  |           |                         |
|  | Marcatori | 27’ Toprak 62’ Schuster |

| Arbitro: | Zwayer |

|                                                    |           |           |
| Bechmann 40’ Rodionov 47’ Schuster 70’ Schwaab 79’ | Marcatori | 68’ Manno |

| Arbitro: | Wagner |

|               |           |                               |
| Fillinger 16’ | Marcatori | 3’ Bechmann 64’, 75’ Rodionov |

| Arbitro: | Fischer |

|              |           |  |
| Idrissou 56’ | Marcatori |  |

| Arbitro: | Grudzinski |

|  |           |                     |
|  | Marcatori | 43’ (rig.) Schuster |

| Arbitro: | Dingert |

|                         |           |             |
| Toprak 11’ Bechmann 88’ | Marcatori | 61’ Szukała |

| Arbitro: | Schmidt |

|                  |           |  |
| Makiadi 78’, 81’ | Marcatori |  |

| Arbitro: | Gagelmann |

|  |           |             |
|  | Marcatori | 83’ Vidošić |

| Arbitro: | Brych |

|           |           |           |
| Krmaš 63’ | Marcatori | 71’ Busch |

| Arbitro: | Meyer |

|             |           |                          |
| Noveski 45’ | Marcatori | 53’ Idrissou 67’ Banović |

| Arbitro: | Steuer |

|                                      |           |                                    |
| Schuster 9’ Idrissou 15’ Banović 67’ | Marcatori | 49’ (rig.) Jungwirth 56’ Wohlfarth |

| Arbitro: | Schößling |

|                |           |                           |
| Brunnemann 42’ | Marcatori | 63’ Butscher 77’ Idrissou |

| Arbitro: | Thielert |

|                                                |           |            |
| Bechmann 13’, 24’ Jäger 78’ Schwaab 86’ (rig.) | Marcatori | 80’ Benčík |

| Arbitro: | Weiner |

|                          |           |                                                              |
| Stieber 2’ Krontiris 33’ | Marcatori | 6’ Jäger 15’ Butscher 60’ Bechmann 74’ Idrissou 85’ Rodionov |

| Friburgo in Brisgovia 13 maggio 2009, ore 17:30 CEST 32ª giornata | Friburgo  | 0 – 0 referto | Greuther Fürth | Badenova-Stadion (22 800 spett.)\| Arbitro: \| Gagelmann \| |
| Arbitro:                                                          | Gagelmann |               |                |                                                             |

| Arbitro: | Wingenbach |

|               |           |  |
| Terranova 80’ | Marcatori |  |

| Arbitro: | Welz |

|                                                |           |                                 |
| Jäger 26’ Schwaab 38’ (rig.) Idrissou 84’, 89’ | Marcatori | 11’ Jendrišek 65’ Sam 75’ Demai |

### Coppa di Germania
| Arbitro: | Welz |

|  |           |                          |
|  | Marcatori | 41’ Jäger 90’ Abdessadki |

| Arbitro: | Kircher |

|                                                   |           |                      |
| Schwaab 68’ (rig.) Türker 84’ Idrissou 90’ (rig.) | Marcatori | 37’ (rig.) Salihović |

| Arbitro: | Sippel |

|           |           |                                |
| Krmaš 71’ | Marcatori | 47’ Bungert 65’ Bancé 81’ Soto |

## Statistiche

### Statistiche di squadra
| Competizione      | Punti | In casa | In casa | In casa | In casa | In casa | In casa | In trasferta | In trasferta | In trasferta | In trasferta | In trasferta | In trasferta | Totale | Totale | Totale | Totale | Totale | Totale | DR  |
| Competizione      | Punti | G       | V       | N       | P       | Gf      | Gs      | G            | V            | N            | P            | Gf           | Gs           | G      | V      | N      | P      | Gf     | Gs     | DR  |
| ----------------- | ----- | ------- | ------- | ------- | ------- | ------- | ------- | ------------ | ------------ | ------------ | ------------ | ------------ | ------------ | ------ | ------ | ------ | ------ | ------ | ------ | --- |
| 2. Bundesliga     | 68    | 17      | 12      | 3       | 2       | 34      | 14      | 17           | 9            | 2            | 6            | 26           | 22           | 34     | 21     | 5      | 8      | 60     | 36     | +24 |
| Coppa di Germania | -     | 2       | 1       | 0       | 1       | 4       | 4       | 1            | 1            | 0            | 0            | 2            | 0            | 3      | 2      | 0      | 1      | 6      | 4      | +2  |
| Totale            | -     | 19      | 13      | 3       | 3       | 38      | 18      | 18           | 10           | 2            | 6            | 28           | 22           | 37     | 23     | 5      | 9      | 66     | 40     | +26 |

### Andamento in campionato
| Giornata  | 1 | 2 | 3 | 4 | 5 | 6 | 7 | 8 | 9 | 10 | 11 | 12 | 13 | 14 | 15 | 16 | 17 | 18 | 19 | 20 | 21 | 22 | 23 | 24 | 25 | 26 | 27 | 28 | 29 | 30 | 31 | 32 | 33 | 34 |
| --------- | - | - | - | - | - | - | - | - | - | -- | -- | -- | -- | -- | -- | -- | -- | -- | -- | -- | -- | -- | -- | -- | -- | -- | -- | -- | -- | -- | -- | -- | -- | -- |
| Luogo     | C | T | C | T | C | T | C | T | T | C  | T  | C  | T  | C  | T  | C  | T  | T  | C  | T  | C  | T  | C  | T  | C  | C  | T  | C  | T  | C  | T  | C  | T  | C  |
| Risultato | V | N | V | V | V | P | V | P | V | P  | P  | V  | V  | N  | N  | V  | P  | V  | V  | V  | V  | V  | V  | P  | P  | N  | V  | V  | V  | V  | V  | N  | P  | V  |
| Posizione | 2 | 3 | 3 | 2 | 1 | 3 | 2 | 3 | 1 | 3  | 3  | 3  | 3  | 3  | 3  | 2  | 3  | 1  | 1  | 1  | 1  | 1  | 1  | 1  | 1  | 1  | 1  | 1  | 1  | 1  | 1  | 1  | 1  | 1  |

Legenda:

Luogo: C = Casa; T = Trasferta. Risultato: V = Vittoria; N = Pareggio; P = Sconfitta.

### Statistiche dei giocatori
| Giocatore     | 2. Bundesliga | 2. Bundesliga | 2. Bundesliga | 2. Bundesliga | Coppa di Germania | Coppa di Germania | Coppa di Germania | Coppa di Germania | Totale   | Totale | Totale      | Totale     |
| Giocatore     | Presenze      | Reti          | Ammonizioni   | Espulsioni    | Presenze          | Reti              | Ammonizioni       | Espulsioni        | Presenze | Reti   | Ammonizioni | Espulsioni |
| ------------- | ------------- | ------------- | ------------- | ------------- | ----------------- | ----------------- | ----------------- | ----------------- | -------- | ------ | ----------- | ---------- |
| M. Langer     | 1             | 0             | 0             | 0             | 1                 | 0                 | 0                 | 0                 | 2        | 0      | 0           | 0          |
| M. Müller     | -             | -             | -             | -             | -                 | -                 | -                 | -                 | -        | -      | -           | -          |
| S. Pouplin    | 33            | 0             | 2             | 0             | 2                 | 0                 | 0                 | 0                 | 35       | 0      | 2           | 0          |
| O. Barth      | 14            | 0             | 1             | 0             | 2                 | 0                 | 0                 | 0                 | 16       | 0      | 1           | 0          |
| H. Butscher   | 31            | 3             | 2             | 0             | 3                 | 0                 | 0                 | 0                 | 34       | 3      | 2           | 0          |
| P. Krmaš      | 26            | 1             | 4             | 0             | 1                 | 1                 | 0                 | 0                 | 27       | 2      | 4           | 0          |
| D. Schwaab    | 33            | 5             | 6             | 0             | 2                 | 1                 | 1                 | 0                 | 35       | 6      | 7           | 0          |
| Ö. Toprak     | 30            | 4             | 4             | 0             | 1                 | 0                 | 0                 | 0                 | 31       | 4      | 4           | 0          |
| Y. Abdessadki | 32            | 3             | 7             | 0             | 3                 | 1                 | 2                 | 0                 | 35       | 4      | 9           | 0          |
| I. Banović    | 22            | 2             | 2             | 0             | 1                 | 0                 | 0                 | 0                 | 23       | 2      | 2           | 0          |
| J. Flum       | 30            | 0             | 5             | 0             | 3                 | 0                 | 2                 | 0                 | 33       | 0      | 7           | 0          |
| A. Glockner   | 16            | 1             | 0             | 0             | 2                 | 0                 | 0                 | 0                 | 18       | 1      | 0           | 0          |
| A. Güneş      | 8             | 1             | 1             | 0             | 2                 | 0                 | 0                 | 0                 | 10       | 1      | 1           | 0          |
| M. Mehring    | 3             | 0             | 0             | 0             | -                 | -                 | -                 | -                 | 3        | 0      | 0           | 0          |
| A. Ollé       | 5             | 0             | 0             | 0             | -                 | -                 | -                 | -                 | 5        | 0      | 0           | 0          |
| F. Roth       | -             | -             | -             | -             | -                 | -                 | -                 | -                 | -        | -      | -           | -          |
| K. Schlitte   | 22            | 1             | 3             | 0             | 3                 | 0                 | 0                 | 0                 | 25       | 1      | 3           | 0          |
| J. Schuster   | 26            | 6             | 2             | 0             | 2                 | 0                 | 1                 | 0                 | 28       | 6      | 3           | 0          |
| S. Sirigu     | -             | -             | -             | -             | -                 | -                 | -                 | -                 | -        | -      | -           | -          |
| D. Targamadze | 6             | 0             | 1             | 0             | -                 | -                 | -                 | -                 | 6        | 0      | 1           | 0          |
| E. Uzoma      | 22            | 0             | 1             | 0             | 3                 | 0                 | 0                 | 0                 | 25       | 0      | 1           | 0          |
| T. Bechmann   | 28            | 7             | 3             | 1             | 2                 | 0                 | 0                 | 0                 | 30       | 7      | 3           | 1          |
| M. Idrissou   | 31            | 13            | 6             | 0             | 3                 | 1                 | 0                 | 0                 | 34       | 14     | 6           | 0          |
| J. Jäger      | 28            | 7             | 1             | 0             | 3                 | 1                 | 0                 | 0                 | 31       | 8      | 1           | 0          |
| V. Rodionov   | 12            | 4             | 2             | 0             | 1                 | 0                 | 0                 | 0                 | 13       | 4      | 2           | 0          |
| S. Türker     | 12            | 1             | 2             | 0             | 2                 | 1                 | 0                 | 0                 | 14       | 2      | 2           | 0          |